# Josué 14
Josué 14 es el decimocuarto capítulo del Libro de Josué en la Biblia hebrea o en el Antiguo Testamento de la Biblia cristiana. Según la tradición judía, el libro se atribuyó a Josué, con añadidos de los sumos sacerdotes Eleazar y Fineas, pero los eruditos modernos la consideran parte de la Tradición deuteronómica, que abarca desde el libros del Deuteronomio hasta 2 Reyes, atribuida a escritores nacionalistas y devotos de Yahvé durante la época del rey reformador de Judea Josías en el siglo VII a. C.. Este capítulo registra la preparación para la adjudicación de la tierra y la herencia para Caleb, parte de una sección que comprende Josué 13:1-21:45 sobre la adjudicación de la tierra de Canaán a los israelitas.

## Texto
Este capítulo fue escrito originalmente en Lengua hebrea. Está dividido en 33 Versículos.

### Testigos textuales
Algunos manuscritos antiguos que contienen el texto de este capítulo en hebreo pertenecen a la tradición del Texto Masorético, que incluye el Códice de El Cairo (895), el Códice de Alepo (siglo X) y el Códice Leningradoensis (1008).
Los manuscritos antiguos existentes de una traducción al griego koiné conocida como Septuaginta (originalmente se hizo en los últimos siglos a. C.) incluyen el Codex Vaticanus (B; {\displaystyle {\mathfrak {G}}}B; siglo IV) y Codex Alexandrinus (A; {\displaystyle {\mathfrak {G}}}A; siglo V). 

## Análisis
La narración del reparto de la tierra de Canaán por parte de los israelitas comprende los Versículos 13:1 a 21:45 del Libro de Josué y tiene el siguiente esquema:
A. Preparativos para distribuir la tierra (13:1-14:15)
1. Josué recibe instrucciones para distribuir la herencia del Jordán Occidental (13:1-7)
2. La Herencia del Jordán Oriental (13:8-33)
a. El Jordán Oriental (13:8-14)
b. Rubén (13:15-23)
c. Gad (13:24-28)
d. Manasés oriental (13:29-31)
e. Resumen (13:32-33)
3. Resumen de la herencia del Jordán occidental (14:1-5)
4. Herencia de Caleb (14:6-15)
B. El reparto para Judá (15:1-63)
C. El reparto para José (16:1-17:18)
D. Distribución de tierras en Silo (18:1-19:51)
E. Reparto levítico y conclusión (20:1-21:45)

## Resumen de la herencia del Jordán occidental (14:1-5)
.

Mapa de la asignación de tierras a las tribus de Israel en tiempos de Josué

El reparto de la tierra en Cisjordania (al oeste del río Jordán) lo hizo Josué junto con el sacerdote Eleazar y los jefes tribales (Versículo 1) como continuación directa de Números 26, que recoge el censo realizado bajo la dirección de Moisés y Eleazar precisamente para este reparto (Números 26:1-4, 52-56; cf Números 32:28). La suerte sagrada se utilizó según lo ordenado en Números 26:55. La explicación de la exclusión de los levitas de la herencia de tierras, y la división de la tribu de José (como tribus de Efraín y Manasés), son adicionales a la información en Números 26.

### Versículo 1
Estas son las tierras que los hijos de Israel heredaron en la tierra de Canaán, las cuales les repartieron en herencia el sacerdote Eleazar y Josué hijo de Nun, y los jefes de las familias de las tribus de los hijos de Israel. 
- «Eleazar el sacerdote»: el hijo de Aarón, es mencionado aquí por primera vez en el Libro de Josué, y nombrado antes que Josué (aunque a Josué se le dijo que repartiera la tierra en Josué 13:7), tal como figuraba en Números 34:17.[14][15]. La combinación de Eleazar, Josué y los jefes de las familias se menciona de nuevo en Josué 19:51 después de la división de la tierra se ha completado.[14]. El hecho de que las hijas de Zelofehad se acercaran a ellos para reclamar su herencia (Josué 17:4) corrobora que Eleazar y Josué fueron las figuras principales en la adjudicación de la tierra.[14]
- «Jefes de los padres de las tribus»: término utilizado también en Números 32:28, mientras que en Números 34:18 se emplea el término «príncipe».[15] Las diez personas, una de cada una de las nueve tribus y la media tribu de Manasés, que fueron design|adas y nombradas por Dios en Números 34:19-29 para «repartir la herencia entre los hijos de Israel en la tierra de Canaán», de la siguiente manera:[16]

| Tribu          | Líder                    |
| -------------- | ------------------------ |
| Judá           | Caleb, hijo de Jefone.   |
| Simeón         | Shemuel hijo de Ammihud. |
| Benjamín       | Elidad hijo de Chislon   |
| Dan            | Bukki hijo de Jogli      |
| José - Manasés | Hanniel hijo de Efod     |
| José - Efraín  | Kemuel hijo de Shiphtan  |
| Zebulón        | Elizafán hijo de Parnach |
| Isacar         | Paltiel hijo de Azzan    |
| Asher          | Ahihud hijo de Shelomi   |
| Neftalí        | Pedahel hijo de Ammihud. |

#### Comentarios a los versículos 1-5
Aunque el reparto de la tierra prometida asignó un territorio a cada tribu patriarcal, la casa de José recibió dos heredades, una para Efraím y otra para Manasés, conforme a la bendición de Jacob (Gn 48,5-6). Manasés, además, obtuvo tierras tanto en Transjordania como en Canaán. A pesar de esto, como a la tribu de Leví no se le asignó territorio propio, el número total de heredades repartidas se mantuvo en doce, preservando la estructura tradicional de las tribus de Israel.

## La herencia de Caleb (14:6-15)
Antes de la adjudicación a la tribu de Judá, se otorga una concesión especial de tierras a Caleb, quien (junto con Josué) había disentido del mal informe de los primeros espías (Números 13:30-33; cf. Números 32:12), y así, por su fidelidad, se le prometió una posesión propia (Números 14:24; Deuteronomio 1:36). La tierra que Caleb solicitó estaba en la zona de Hebrón (Versículo 12), dentro del territorio que pronto se asignaría a la tribu de Caleb, Judá. En su discurso de petición, Caleb hizo hincapié en su vigor hasta la vejez (cf. Moisés; Deuteronomio 34:7), como parte también de la promesa que se le había hecho (Números 26:65), debido a su confianza en YHWH, de que no temía a los anakim, el gigantesco pueblo que asustaba a Israel al principio (versículo 12; cf. Números 13:22, 28, 32-33).

### Versículo 10
Y ahora, he aquí, el SEÑOR me ha mantenido con vida, tal como dijo, estos cuarenta y cinco años desde el tiempo en que el SEÑOR habló esta palabra a Moisés, mientras Israel caminaba por el desierto. Y ahora, he aquí, tengo hoy ochenta y cinco años de edad.
Este Versículo contiene un cálculo de tiempo: Caleb el hijo de Jefone tenía 40 años cuando recibió la promesa (después de regresar como uno de los 12 espías; Versículo 7), y 45 años han pasado desde entonces, así que tiene 85 años en este momento. Según Sebachim 118b, la promesa en Cades-barnea fue dada 2 años después del Éxodo de Egipto, por lo que en 40 años de vagabundeo, han pasado 38 años hasta el cruce a Canaán (Deuteronomio 2:14). Por lo tanto, ahora (45 años después de la promesa) han pasado siete años que comprenden el período de la conquista de Canaán.

### Versículo 13
Y Josué lo bendijo, y dio a Caleb hijo de Jefone Hebrón por heredad. 
- "Hebrón“: esta ciudad desempeña un papel importante en la historia de Israel hasta, comenzando con el entierro de Sara, la esposa de Abraham allí (Génesis 23:1-7) y continuando después de la conquista con David reinando como rey primero de esta ciudad (2 Samuel 5: 3-5), pero en particular en este Versículo Hebrón se convierte en el primer lugar de la tierra de Canaán («Cisjordania») en ser adjudicado, y este es el primer acto de adjudicación de Josué (asumiendo así completamente el manto de Moisés). [12] La conquista real de la ciudad por Caleb se registra en el capítulo siguiente (Josué 15:13-14).[12]

#### Comentario a los versículos 6-15
El clan de Caleb, de origen edomita, tuvo una relevancia especial durante el asentamiento de las tribus israelitas en Canaán. Caleb se unió a la tribu de Judá y, como se menciona en los Números, fue uno de los doce exploradores enviados por Moisés a la tierra prometida, representando a Judá. Mientras que los otros exploradores desalentaban al pueblo, Caleb y Josué confiaron en Dios y animaron al pueblo a proceder con la conquista (Nm 13,30; 14,6-9). Debido a su fidelidad, Dios le prometió que entraría en la tierra prometida y recibiría como herencia la región que había inspeccionado (Nm 14,24).
Cuando se realiza el reparto de la tierra en Guilgal, Josué le entrega a Caleb la heredad prometida, lo que subraya que Dios cumplió sus promesas. Este episodio, aunque pequeño, es destacado por el autor sagrado al situarlo al principio del reparto de Judá, enfatizando la fidelidad de Dios.